# Richard Upjohn
Richard Upjohn (* 22. Januar 1802 in Shaftesbury, England; † 16. August 1878 in Garrison, New York) war ein US-amerikanischer Architekt, der vor allem für seine neugotischen Kirchenbauten bekannt wurde. Es ist zumindest teilweise sein Verdienst, dass dieser Baustil in den Vereinigten Staaten eine solche Popularität erreichte. Upjohn führte auch eine Reihe von Arbeiten im Italianate-Stil aus und verhalf auch diesem Baustil in den Vereinigten Staaten zu Ansehen. Sein Sohn Richard Mitchell Upjohn wurde ebenfalls ein bekannter Architekt und war Partner in Upjohns Architekturbüro in New York City.

## Biographie

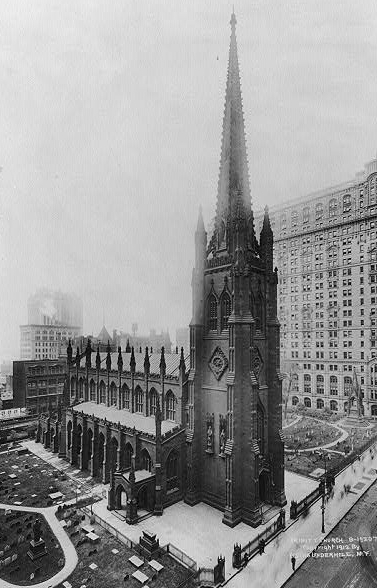
Trinity Church aus der Vogelperspektive (1912)

Richard Upjohn wurde in der englischen Stadt Shaftesbury geboren. Er strebte eine Ausbildung zum Baumeister und Tischler an; schließlich wurde er Mechaniker-Meister. Er und seine Familie wanderten 1829 in die Vereinigten Staaten aus, wo sie sich zunächst in New Bedford, Massachusetts niederließen und 1833 nach Boston umzogen. Dort war Upjohn erstmals als Architekt tätig. Sein erstes größeres Projekt waren die Eingänge zum Boston Common, und die erste von ihm entworfene Kirche war die St. John’s Episcopal Church in Bangor, Maine. 1839 erteilte man ihm den Auftrag zur Umgestaltung der New Yorker Trinity Church. Dieses Projekt wurde dann aufgegeben und Upjohn wurde beauftragt, einen Neubau zu planen, der 1846 fertiggestellt wurde. Sein äußerst einflussreiches Buch Upjohn’s rural architecture: Designs, working drawings and specifications for a wooden church, and other rural structures veröffentlichte er 1852. Die Musterentwürfe in dieser Publikation wurden quer durch die Vereinigten Staaten von vielen Baumeistern verwendet; etliche dieser Bauwerke bestehen heute noch.
Upjohn begründete mit 13 weiteren Architekten am 23. Februar 1857 das American Institute of Architects; von 1857 an war er rund zwei Jahrzehnte Vorsitzender dieser Organisation, bis ihm 1876 Thomas Ustick Walter nachfolgte. In dieser Zeit war er am Entwurf vieler Gebäude in unterschiedlichen Architekturstilen beteiligt. Upjohn starb 1878 in seinem Haus in Garrison (New York), das er 1853 bezogen hatte. Architekturzeichnungen und Dokumente Upjohns und anderer Familienmitglieder werden von der Avery Architectural and Fine Arts Library der Columbia University, der New York Public Library und der Library of Congress aufbewahrt.

## Ausgewählte Bauwerke

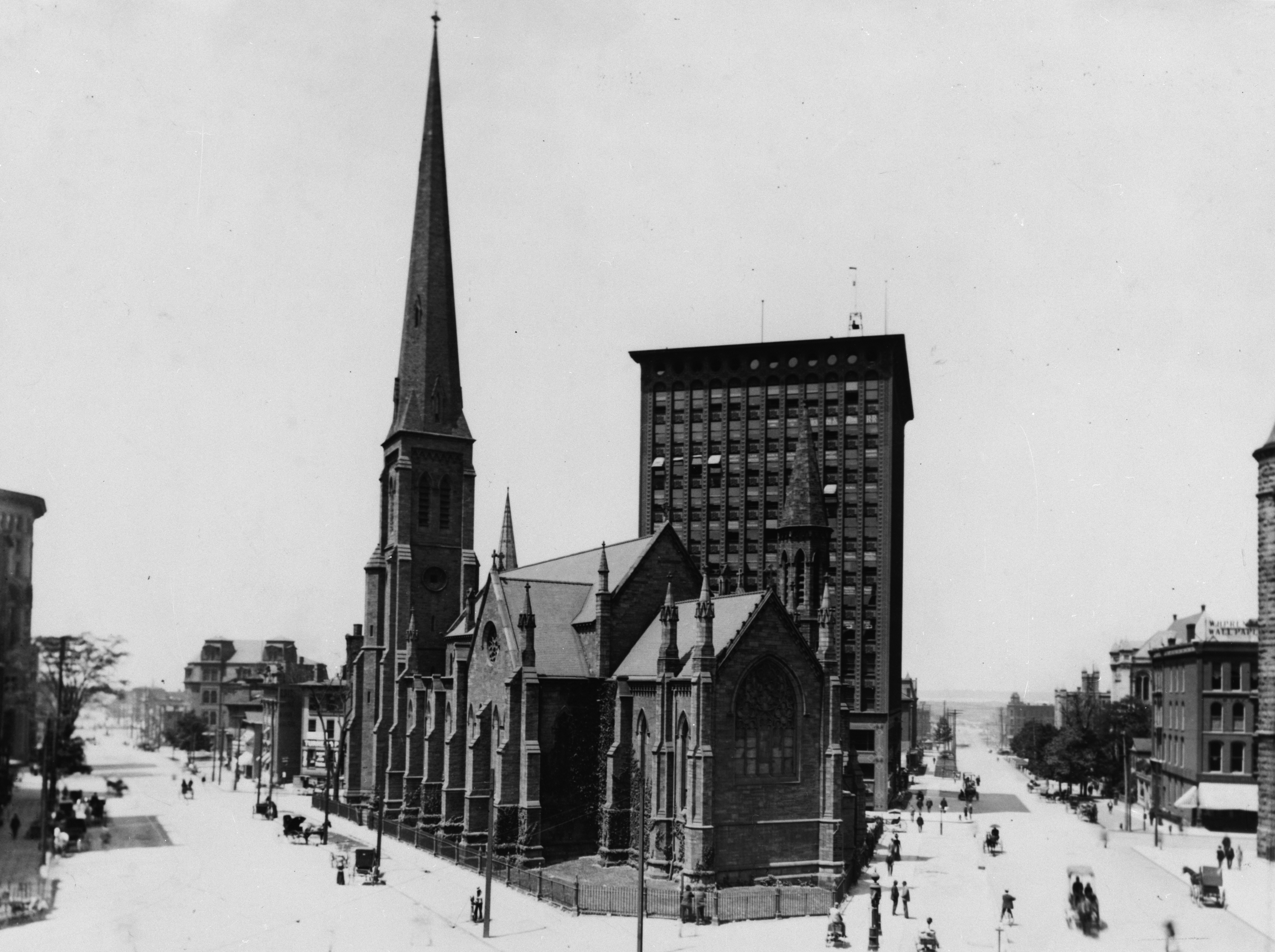
St. Paul’s Cathedral in Buffalo, New York, 1851 fertiggestellt

- William Rotch, Jr. House in New Bedford, Massachusetts (1834)
- St. John’s Episcopal Church in Bangor, Maine (1835–36, 1911 abgebrannt)
- Trinity Church in New York City (1839–46)
- Kingscote in Newport, Rhode Island (1839)
- The Church of the Ascension in New York City (1840–41)
- Edward King House in Newport, Rhode Island (1845–47)
- New St. Mary’s Episcopal Church in Burlington, New Jersey (1846–54)
- Christ Episcopal Church in Raleigh, North Carolina (1846–48)
- Grace Church in Newark, New Jersey (1847–48)
- Lindenwald in Kinderhook, New York (1849)
- St. Paul’s Cathedral in Buffalo (1849–51)
- Zion Episcopal Church in Rome, New York (1850–1851)
- St. John Chrysostom Church in Delafield, Wisconsin (1851–56)
- Dorchester County Courthouse and Jail in Cambridge, Maryland (1853)
- St. Paul’s Protestant Episcopal Church in Baltimore, Maryland (1854)
- All Saints Episcopal Church in Frederick, Maryland (1855)
- Kenworthy Hall in Marion, Alabama (1858–60)
- St. Peter’s Episcopal Church in Albany, New York (1859)
- Church of the Holy Comforter in Poughkeepsie, New York (1860)
- St. Philip’s Church in the Highlands in Garrison, New York (1860–61)
- Memorial Church of St. Luke The Beloved Physician, Philadelphia, Pennsylvania (1861)
- Trinity-St. Paul’s Episcopal Church in New Rochelle, New York (1862)
- Saint Thomas Church in New York City (1870, 1905 niedergebrannt)
- St. Paul’s Episcopal Church in Selma, Alabama (1871–75)